# 혼혈
혼혈(混血, 영어: multiracial, mixed-race)은 인종이나 민족이 서로 다른 양친 사이에서 2세가 태어나는 것을 말하며, 태어난 2세를 혼혈, 혼혈아, 또는 혼혈인이라고 한다. 혼혈의 다른 표현으로, 동물 사이의 잡종, 즉, 종(種)이 다른 두 동물 사이에서 난 새끼를 뜻하는 '튀기'라는 말이 사용되기도 하지만, 차별적이고 모욕적이며 낮잡아 이르는 단어이다

## 차별
혼혈은 다양한 사회에서 차별을 받아왔다. 외국에서의 혼혈에 대한 차별에는 백인우월주의에 의한 인종 차별에 의한 것이 있다. 나치 독일에서 독일인과 유대인의 혼혈인 미슐링 집단은 정책적 차별을 받았으며, 아파르트헤이트 정책이 실시되던 남아프리카공화국에서 혼혈은 선거권이 박탈되었다.
한편, 대한민국과 일본에서도 다문화 가정에 대한 여러 편견과 차별이 존재하는데, 이는 근대 민족주의 교육에 의해 강화된 측면이 있다. 특히 한국에서는 혼혈이라고 하면 화교에 대한 지칭이 일반적이였으며, 화교 혼혈에 대한 차별이 심각하였다. 혼혈에 대한 차별은 외모적인 차이에 대한 거부감에서부터 시작된다. 한편으로는 민족주의적인 감정이나 이념과 결합되어 배타주의적인 행동을 보이기도 한다. 대한민국에서는 생김새에 차이가 있는 혼혈 국민에 대한 병역을 제2국민역으로 배당하는 정책을 시행하여 왔으나, 2009년 한나라당 유승민외 23인의 국회의원이 발의하여 개정된 병역법에 의해 신체검사의 결과에 따라 병역을 배정받게 되어, 징집이 시작된다. 이러한 법률 개정에 대해서는 어떠한 것이 혼혈에 대한 차별인가를 놓고 찬반 양론이 있다. 한국경제신문의 김경식 논설위원은 인종적 차이로 인해 군 복무 기회 박탈해선 안 된다는 찬성의견과 입영자 위험부담 군인사관리 부담 등 문제점 더 많다는 반대 입장이 있음에도 혼혈인에 대한 편견 버리고 유 · 무형의 차별 없애야 할 것이라며 혼혈인의 제1국민역 의무 부과에 대해 찬성의 입장을 보였다. 한편 병무청은 이 조항을 따로 둔 것은 혼혈인에 대한 편견과 부당한 대우라기보다는 외관상 이유로 단체생활에서의 부적응 등에서 올 수 있는 사고 등을 예방하려는, 혼혈인을 보호하기 위한 규정이라면서 왕따 현상 등에 의한 부작용을 우려한 바 있다.

## 종류
| 아프리카인 계통 - 아프로아시안 - 아프로유로피안 - 바스터: 네덜란드인과 케이프 식민지의 아프리카인 간의 자손. - 베르베르 - 카피르: 프랑스인과 마다가스카르인(또는 아프리카인)간의 자손. 주로 레위니옹에 거주 - 그리콰인: 네덜란드인과 케이프 식민지의 코이코이족 간의 자손 - 아일리시자메이칸 - 도미니카 공화국인 - 물라토 아메리카 원주민 계통 - 대서양 크리올: 유럽인 남자와 아프리카인 여자간의 혼혈 - 카스타 - 블랙 인디언: 북미의 아메리칸 인디언과 흑인 간의 혼혈 - 까보끌로: 브라질의 원주민과 유럽인의 혼혈 - 촐로: 스페인계 백인과 아메리카 인디언의 혼혈 - 체스넛 릿지 피플(CRP) - 하파: 아시아인과 태평양 섬주민의 혼혈인을 뜻하는 하와이어 - 하프브리드: 북아메리카 인디언과 유럽인의 혼혈 - 크리올: 제국주의 당시 식민지의 프랑스인, 스페인인, 독일인 정착자들과 아프리카인, 아메리칸 인디언의 혼혈 - 럼피 - 마라부: 아이티에서 태어난 아프리카인/유럽인과 다른 카리브 섬에서 건너온 동인디언의 혼혈 - 멜런전: 유럽인, 사하라사막 이남의 아프리카인, 그리고 아메리카 원주민의 혼혈 - 메스티조: 스페인계,포르투갈계 백인과 아메리칸 인디언의 혼혈 - 믹시드블러즈 - 파르도: 브라질의 인구조사에 사용되는 인종 분류 - 레드본: 미국 남부의 다양한 혈통간의 혼혈, 정확한 혈통을 알 수 없다. - 화이트 인디언 - 삼보: 흑인과 아메리카 인디언의 혼혈 세가지 인종 계열 - 크리올: 미국 루이지애나주의 프랑스인, 스페인인, 독일인 정착자들과 아프리카인, 아메리칸 인디언의 혼혈 - 멜런전: 유럽인, 사하라사막 이남의 아프리카인, 그리고 아메리카 원주민의 혼혈 - 레드본: 미국 남부의 다양한 혈통간의 혼혈, 정확한 혈통을 알 수 없다. (네 가지 인종 계열 또는 그 이상 일수도 있다.) - 위솔트 |  | 아시아인 계통 - 화교 - 아프로아시안 - 하푸 - 유레이지언 : 인도나 말레이시아의 현지인과 백인의 혼혈 - 알모즈(兩毛子) : 중국인과 러시아인의 혼혈 - 아메라시안 : 미국인과 아시아인의 혼혈. 미국인의 인종을 가리지 않고 쓴다. - 코시안 : 주로 한국인 남성과 중국, 일본 등을 제외한 아시아인 여성 사이에서 태어난 2세를 뜻한다. - 라이따이한 - 코피노 - 유라시안 - 앵글로인디언 - 하파: 아시아인과 태평양 섬주민의 혼혈인을 뜻하는 하와이어 - 버져: 16~20세기의 유럽인(대부분 포르투갈인, 네덜란드인, 독일인, 영국인)과 스리랑카인의 혼혈, 소수이지만 스웨덴인과 노르웨이인, 프랑스인, 아일랜드인의 혼혈도 있다. - 스리랑카 무슬림: 8세기부터 15세기에 걸쳐 정착한 아랍상인 유럽인 계통 - 블랙 더치 - 믹시드: 영국에서 부모가 2개 이상의 인종 또는 민족인 시민 또는 거주자 - 카스티조: 유럽인과 아메리카 인디언이 3:1 비율인 쿼터 혼혈 - 필리피노메스티조: 필리핀 원주민인 필리피노(오스트로네시안/말레이인/말레이요-폴리네시안)와 비 필리피노의 혼혈 - 컬러드 - 유라시안 - 아일레노: 루이지애나, 쿠바, 베네수엘라, 푸에르토리코에서 카나리아 섬으로 이주된 - 라인란트 바스타즈: 나치 독일 때의 아프리카인과 독일인의 혼혈 - 러시아계 아제리인 - 러시아계 터키인 - 러시아계 체첸인 - 러시아계 카자흐인 - 러시아계 독일인 - 러시아계 우즈벡인 - 러시아계 아랍인 - 러시아계 이란인 - 알모즈 |

## 같이 보기
- 단문화주의
- 다문화주의